# Jeżoskórka skąpołuska
Jeżoskórka skąpołuska (Echinoderma pseudoasperulum (Knudsen) Bon) – gatunek grzybów z rodziny pieczarkowatych (Agaricaceae).

## Systematyka i nazewnictwo
Pozycja w klasyfikacji według Index Fungorum: Echinoderma, Agaricaceae, Agaricales, Agaricomycetidae, Agaricomycetes, Agaricomycotina, Basidiomycota, Fungi.
Po raz pierwszy opisał go w 1978 r. Henning Knudsen, nadając mu nazwę Cystolepiota pseudoasperula. W 1991 r. Marcel Bon przeniósł go do rodzaju Echinoderma. Synonimy:
- Cystolepiota pseudoasperula Knudsen 1978
- Lepiota pseudoasperula (Knudsen) Knudsen 1980

Polską nazwę nadała w 2021 r. Komisja ds. Polskiego Nazewnictwa Grzybów Polskiego Towarzystwa Mykologicznego.

## Morfologia
Gatunek o drobnych owocnikach. Kapelusz o średnicy do 2–3 cm, ochrowy czerwonawy, z ciemniejszymi lub prawie tej samej barwy i mniej lub bardziej nietrwałymi, ostrymi łuskami. Blaszki kremowobiaławe. Trzon pokryty wełnistą osłoną w kolorze kapelusza. Zapach podobny do czubajeczki cuchnącej (Lepiota cristata). Zarodniki 4,5–5 × 2,5–3 μm, cystyd brak.
Jest wiele podobnych jeżoskórek, najbardziej jeżoskórka brązowawa (Echinoderma jacobi). Odróżnia się bardziej wydatnymi łuskami, tworzącymi na kapeluszu wyraźne brodawki.

## Występowanie i siedlisko
Podano stanowiska głównie w Europie, poza nią pojedyncze w Ameryce Północnej i Azji. W Polsce po 2011 r. dano wiele stanowisk, najbardziej aktualne podaje internetowy atlas grzybów. Znajduje się w nim na liście gatunków zagrożonych i wartych objęcia ochroną.
Naziemny saprotrof. Występuje pod drzewami liściastymi, także na siedliskach ruderalnych.